# Specialist (økologi)
 Der er for få eller ingen kildehenvisninger i denne artikel, hvilket er et problem. Du kan hjælpe ved at angive troværdige kilder til de påstande, som fremføres i artiklen.

I økologien er en specialist en art, som er så nøje knyttet til en bestemt niche, at den kun kan leve dér. Det eneste, den kan bruge er den specielle føde, de specielle klimaforhold og de specielle forhold til andre dyr og planter. Det er naturligvis risikabelt at være så specialiseret, men på den anden side giver det også muligheder for at leve uforstyrret. 
Specialisering kan ses som et svar på den udfordring, der ligger i kampen for tilværelsen. Omvendt viser det sig også, at gamle biotoper rummer et stort antal populationer af specialiserede arter. Det viser, at antallet af nicher er stort – eller i hvert fald at antallet af udnyttede nicher er stort. Man har simpelthen foreslået at betragte det som et tegn på biotopens modenhed, at den netop har så stor biodiversitet.
Der er en påfaldende tendens til, at biodiversitet og specialisering stiger i takt med, at successionen når højere og højere trin. Det skal forstås sådan, at en nypløjet mark har den laveste biodiversitet med nogle få nicher, der er udfyldt af arter, som kan leve overalt. Modsat har den modne biotop, den blandede løvskov, den højeste biodiversitet med de mange nicher, der er optaget af specialister.
Det er dog et stridspunkt, om man kan gå videre og slå fast, at øget diversitet og øget specialisering også betyder øget stabilitet i biotopen. Det er efterhånden en fastslået kendsgerning, at selv de ældste biotoper ikke er "stabile" i ordets egentlige betydning. De er derimod nået frem til en dynamisk balance, homøostase, som består af talrige småbalancer ud gennem fødenettene. Det er så spørgsmålet, om flere af de grundlæggende balancer giver en mere stabil slutbalance.